# ドニス・ド・ラ・パテリエール
ドニス・ド・ラ・パテリエール（Denys de La Patellière、1921年3月8日 - 2013年7月21日）は、フランスの映画監督、脚本家である。本名はドニス・デュボワ・ド・ラ・パテリエール（Denys Dubois de La Patellière）。

## 人物・来歴
1921年（大正10年）3月8日、フランスのペイ・ド・ラ・ロワール地域圏ロワール＝アトランティック県ナント、デュボワ・ド・ラ・パテリエール家に生まれる。
1945年（昭和20年）の第二次世界大戦終結後、助監督として映画界に入り、ジョルジュ・ランパンらに師事する。1954年（昭和29年）、レオ・ジョアノン監督の『聖職剥奪』の脚本を執筆し、脚本家としてデビューする。同作は、同年の第4回ベルリン国際映画祭で銅熊賞を受賞している。
1955年（昭和30年）、ミシェル・ド・サン＝ピエールのアカデミー・フランセーズ賞受賞作『貴族たち』を映画化して、監督としてデビューした。ジャン・ギャバン作品を多く手がけた。
1990年代には、テレビ映画シリーズ『新・メグレ警視』のうち2作の脚本・監督を務めた。

## おもなフィルモグラフィ
- 『聖職剥奪』 Le Défroqué : 監督レオ・ジョアノン、1954年 - 脚本デビュー作
- 『貴族たち』 Les Aristocrates : 1955年 - 監督デビュー作
- 『非情』 Retour de manivelle : 1957年
- 『大家族』 Les Grandes Familles : 1958年
- 『子供たち』 Rue des prairies : 1959年
- 『いまだ見ぬひと』 Les Yeux de l'amour : 1959年
- 『港町』 Le Bateau d'Émile : 1962年
- 『地獄の決死隊』 Un taxi pour Tobrouk : 1962年
- 『マルコ・ポーロ大冒険』 La Fabuleuse Aventure de Marco Polo : 1964年
- 『皆殺しのバラード』 Du rififi à Paname : 1966年
- 『刺青の男』 Le Tatoué  : 1968年
- 『新・メグレ警視 セシルは死んだ』 Cécile est morte : テレビ映画シリーズ、1994年
- 『新・メグレ警視 サン・フィアクル殺人事件』 L'Affaire Saint-Fiacre : テレビ映画シリーズ、1995年

## 関連事項
- ジョルジュ・ランパン （en:Georges Lampin）
- レオ・ジョアノン （fr:Léo Joannon）
- ミシェル・ド・サン＝ピエール （fr:Michel de Saint-Pierre）